# Марцано-Аппіо
Марцано-Аппіо (італ. Marzano Appio) — муніципалітет в Італії, у регіоні Кампанія,  провінція Казерта.
Марцано-Аппіо розташоване на відстані близько 145 км на південний схід від Рима, 60 км на північ від Неаполя, 37 км на північний захід від Казерти.
Населення — 2268 осіб (2014).

## Демографія
Населення за роками:

Станом на 1 січня 2023 року в муніципалітеті офіційно проживало 95 іноземців з 27 країн, серед них 36 громадян країн Євросоюзу та 8 громадян України.

## Сусідні муніципалітети
- Каянелло
- Конка-делла-Кампанія
- Презенцано
- Роккамонфіна
- Тора-е-Піччиллі
- Вайрано-Патенора